# Louis Frédéric
Louis-Frédéric Nussbaum (París, 1923-París, 24 de noviembre de 1996) fue un académico, historiador del arte, escritor, traductor y editor francés. Fue conocido por haber editado la Enciclopedia de las civilizaciones asiáticas en diez volúmenes; la cual tuvo ocho ediciones en inglés entre 1977 y 1987 y por editar El Japón. Diccionario y civilización; traducida al inglés por Käthe Roth y publicada por la Harvard University Press con el nombre de Enciclopedia Japonesa en el 2002; la cual tuvo seis ediciones en francés e inglés desde 1996 hasta 2005.

## Biografía
Estudio en la École Pratique des Hautes Études ubicada en la Sorbona. Se especializó en la cultura asiática, con énfasis en la India y el Japón.